# Bataille de Diersheim
Batailles
La bataille de Diersheim a lieu du 20 au 21 avril 1797 près de Diersheim, dans l'actuel Bade-Wurtemberg. 

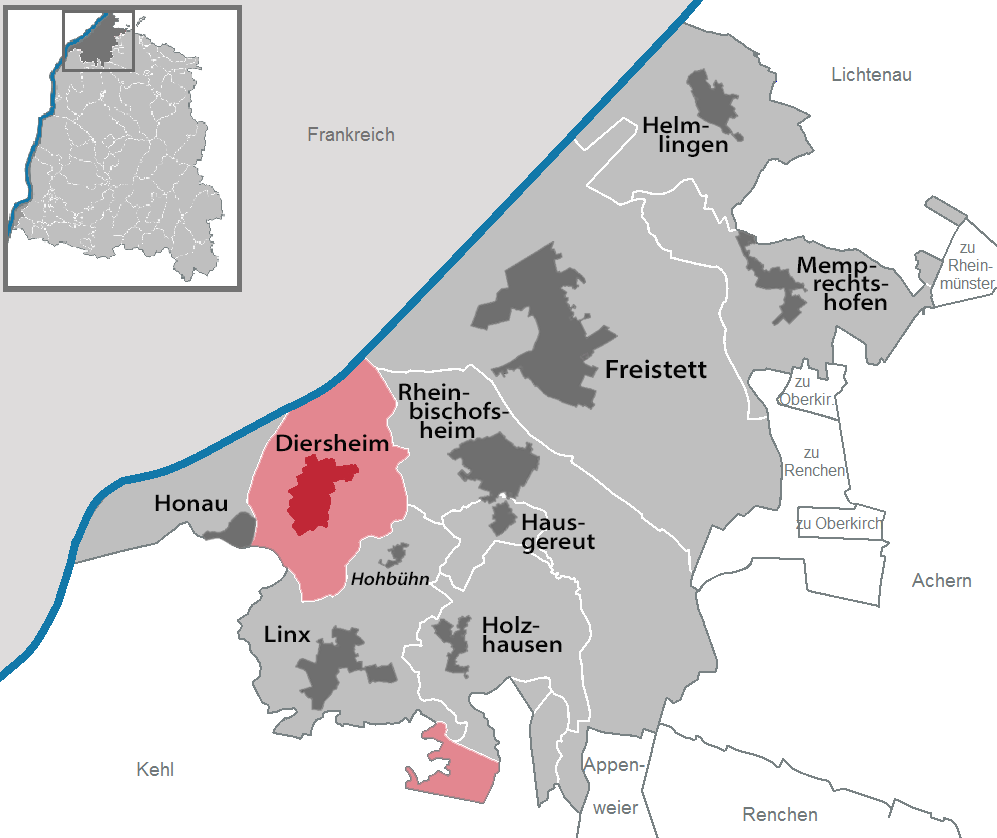
Diersheim près de la frontière française.

## La bataille
Après avoir traversé le Rhin 48 500 Français sous les ordres du général Jean-Victor Moreau affrontent 24 000 Autrichiens commandés par Anton Sztáray de Nagy-Mihaly. 
Les deux camps perdent environ 3 000 soldats dans la bataille et l'Autriche perd également 13 canons. 
Le général autrichien Wilhelm von Immens est tué pendant la bataille et Anton Sztáray est grièvement blessé. 
La bataille de Diersheim est en fait inutile et constitue une perte en vies humaines puisque Napoléon Bonaparte a signé le traité de Leoben trois jours plus tôt, à l’origine d’un cessez-le-feu entre l'Autriche et la France. Toutefois, la réputation de Moreau s’améliore grâce cette victoire durement remportée.
La 103e demi-brigade de deuxième formation a participé à la bataille.
Diersheim est gravé sous l'arc de triomphe de l'Étoile.